# Matilde Cantos
Matilde Cantos Fernández (Granada, 20 de septiembre de 1898 – Fuente Vaqueros, Granada, 24 de noviembre de 1987) fue una política socialista española que desarrolló su actividad pública fundamentalmente en el período de la Segunda República Española y durante su etapa del exilio en México.

## Biografía
Hija única de una familia acomodada, desde muy joven mostró su inquietud por los problemas sociales de su tiempo. En la década de 1920 empezó a realizar su actividad intelectual y cultural en su ciudad de origen, publicando artículos de opinión en el Noticiero Granadino y trabando amistad con figuras como Federico García Lorca, Manuel Ángeles Ortiz, Ángel Barrios, Antonio Gallego Burín o Emilio Orozco, entre otros.
En 1928 se trasladó a Madrid y se afilió al PSOE. Con la llegada de la Segunda República Española se preparó oposiciones para funcionaria de Prisiones y obtuvo la plaza, ingresando en la primera promoción del recién creado cuerpo de la Sección femenina auxiliar de Prisiones, en la época en la que era directora general de Prisiones Victoria Kent. Durante la Segunda República desplegó junto a su actividad como funcionaria de Prisiones una intensa labor propagandística en favor de la libertad y la democracia. En 1933 se integró en el Comité Nacional de Mujeres contra la Guerra y el Fascismo, organización feminista y popular de inspiración comunista que presidía Dolores Ibárruri La Pasionaria.
Amplió su formación en el Instituto de Estudios Penales dirigido por Luis Jiménez de Asúa, a quien profesó una gran consideración y al que calificaba como su maestro. En aquel período participó en muchas de las actividades organizadas por la UGT y el PSOE como miembro del Secretariado Femenino. Mantuvo una estrecha colaboración con Francisco Largo Caballero, Julián Besteiro, Victoria Kent, Indalecio Prieto, Clara Campoamor y Juan Negrín a lo largo de la Segunda República y la guerra civil española. En mayo de 1936 fue designada compromisaria para la elección de Manuel Azaña como Presidente de la Segunda República.
Durante la Guerra Civil, Matilde Cantos ayudó en la organización de la intendencia en el asedio de Madrid y recorrió el frente animando a los combatientes. Participó junto a Rafael Alberti y Miguel Hernández en los mítines que los milicianos de la cultura organizaron en la capital de España. En 1937 encabezó la delegación del PSOE en el Congreso Mundial de Mujeres contra la Guerra y el Fascismo, celebrado en París. Como miembro del Gobierno republicano sufrió las vicisitudes de este y hubo de trasladarse a Valencia y después a Barcelona. En esta última ciudad fue nombrada en 1938 inspectora general de Prisiones y directora del Instituto de Estudios Penales.
Con la derrota de la Segunda República en febrero de 1939 salió hacia el exilio. Residió en París, Limoges y Marsella. La invasión de Francia por el ejército de Hitler le obligó a embarcar con destino a Casablanca y de ahí a México a bordo del Quanza. Desde 1941 a 1968 vivió en México, donde ejerció como trabajadora social en la Secretaría de Gobernación. Como miembro de la Unión de Mujeres Españolas trabajó en beneficio de los presos políticos que quedaban en España. Junto a otros exiliados andaluces fundó en Ciudad de México el «Centro Andaluz», así como el «Club Mariana Pineda», por medio del cual las mujeres recaudaban fondos que eran enviados a España para ayudar a las personas represaliadas por la dictadura franquista. Mantuvo también una importante actividad como periodista en revistas como Población o Confidencias, en las que escribió sobre temas sociales y de mujer.
Perteneció a la Unión de Mujeres Españolas que pretendía aglutinar a las mujeres republicanas en el exilio. Colaboró en su revista.
En 1946 fue expulsada del PSOE con 35 dirigentes más, encabezados por Juan Negrín. Muchos años después sería readmitida de nuevo a la disciplina del Partido, a título póstumo y a todos los efectos, por resolución del 37 Congreso Federal del PSOE de julio de 2008. En un acto celebrado en la sede del PSOE en Madrid el 24 de octubre de 2009 se le entregó, junto a otros, el carné de afiliada de manos de Alfonso Guerra (presidente de la Fundación Pablo Iglesias) y Leire Pajín (secretaria federal de Organización del PSOE) siendo recogido en su nombre por su sobrina-nieta Rosario Molina Gallegos.
En abril de 1968, a pesar del peligro que representaba para ella, decidió volver a España. Detenida en el aeropuerto de Madrid-Barajas, tras su traslado a la Dirección General de Seguridad, fue puesta en libertad. En agosto de 1969 volvía a España definitivamente, residiendo en su Granada natal. En Granada mantuvo en la clandestinidad una vida política activa, integrándose en la vida social y cultural de la ciudad. Trabajó en favor de la llegada de la democracia a España y la autonomía para Andalucía. Murió el 24 de noviembre de 1987 en la residencia de ancianos de «Los Pastoreros», en Fuente Vaqueros (Granada), en cuyo cementerio municipal descansan sus restos.

## Reconocimiento póstumo
En 1998 se publicó su obra Cartas de doña Nadie a don Nadie, donde Matilde Cantos relata en forma epistolar distintos episodios de su vida. En su memoria, en 2009 se inauguró en Granada el Centro de Inserción Social «Matilde Cantos Fernández» de Instituciones Penitenciarias del Ministerio del Interior y en ese mismo año se le dio su nombre a un centro infantil en Chauchina (Granada). Su vida y obra han inspirado la novela La renta del dolor de Antonio Lara Ramos.

## Obra
- Cartas de doña Nadie a don Nadie (1998)